# Suzanne Van Damme
Suzanne Van Damme (Gand, 1901 – Bruxelles, 1986) è stata una pittrice belga.

## Biografia
Allieva di James Ensor, sviluppò le sue capacità pittoriche in modo precoce, con diverse mostre nelle principali gallerie di Bruxelles. 
All'inizio degli anni trenta, si trasferisce a Parigi dove incontra Bruno Capacci, con cui instaurerà un sodalizio professionale e sentimentale. 
Negli anni cinquanta si stabilisce a Firenze, votandosi ad una pittura più astratta. Sono gli anni delle grandi mostre negli Stati Uniti. 
Viene invitata tre volte (1935, 1954, 1962) alla Biennale di Venezia.